# ISO 3166-2:CC

Lokalizace Kokosových ostrovů na mapě

Kódy ISO 3166-2 pro Kokosové ostrovy neidentifikují žádné regiony (stav v roce 2015).